# Descargamaría
Descargamaría é um município da Espanha na comarca da Serra de Gata, província de Cáceres, comunidade autónoma da Estremadura. Tem 49,2 km² de área e em 2021 tinha 107 habitantes (densidade: 2,2 hab./km²).

## Demografia
| Variação demográfica do município entre 1991 e 2004 [carece de fontes?] | Variação demográfica do município entre 1991 e 2004 [carece de fontes?] | Variação demográfica do município entre 1991 e 2004 [carece de fontes?] | Variação demográfica do município entre 1991 e 2004 [carece de fontes?] |
| ----------------------------------------------------------------------- | ----------------------------------------------------------------------- | ----------------------------------------------------------------------- | ----------------------------------------------------------------------- |
| 1991                                                                    | 1996                                                                    | 2001                                                                    | 2004                                                                    |
| 261                                                                     | 270                                                                     | 274                                                                     | 277                                                                     |